# Zagrammosoma hobbesi
Zagrammosoma hobbesi is een vliesvleugelig insect uit de familie Eulophidae. De wetenschappelijke naam is voor het eerst geldig gepubliceerd in 1989 door John LaSalle.
De soort is genoemd naar Hobbes, de tijgervriend van Calvin in de stripreeks Calvin and Hobbes, omdat het insect een gele kop heeft met talrijke zwarte strepen, die doet denken aan de kop van een tijger. De soort werd verzameld in zuidelijk Californië.